# Provincia de Batman
La provincia de Batman es una provincia turca al sudeste de Anatolia. 
Su nombre lo adquirió debido al río Batman, que riega esta región. La provincia de Batman es importante debido a sus reservas petrolíferas. La primera refinería fue fundada en 1955. Un oleoducto se extiende a lo largo de 494 kilómetros desde Batman hasta la ciudad de Alejandreta. El principal producto agrícola de la región es el algodón. Una vía férrea conecta a Batman con las provincias de Diyarbakır y Elazığ.
La provincia de Batman está compuesta por los distritos de: Batman, Beşiri, Gercüş, Hasankeyf, Kozluk y Sason. La capital provincial se llama también Batman, y cuenta con una población de 147,347 habitantes. Esta área está habitada principalmente por kurdos.
La provincia posee también sitios de interés arqueológico, como el monasterio derviche de Imam Abdullah y el puente de Camiü‘r Rızk y Hasankeyf.